# Левин, Фёдор Аркадьевич
Фёдор (Фа́йвель) Арка́дьевич Ле́вин (11 февраля 1878, Москва — 17 апреля 1944, там же) — советский флейтист.

## Биография
С 1889 по 1895 учился в Московской консерватории у В. Кречмана (параллельно классу флейты, учился также в классе ударных). С 1909 по 1918 гг. работал в оркестре Большого театра. С 1911 по 1914 гг. исполнял партию первой флейты в концертах симфонического оркестра под управлением С.Кусевицкого. С 1922 по 1932 гг. артист «Персимфанса». С 1936 г. (года основания) был солистом Государственного академического симфонического оркестра СССР. Приглашался в жюри конкурсов исполнителей на духовых инструментах в 1935 и 1941 гг. Являлся участником квартета деревянных духовых инструментов Всесоюзного радио — вероятно, первого в СССР (в состав квартета входили также Н. Назаров — гобой, Ш. Бейлезон, а затем И. В. Цуккерман — кларнет, В. М. Станек — фагот). Заслуженный артист РСФСР (1934).

Вот что писал рецензент в 1909 году: 
«Программу вчерашнего вечера Общества распространения камерной музыки, исполненную в зале Синодального училища, нужно признать интересной. Были исполнены квинтеты для фортепиано с духовыми инструментами Моцарта, Бетховена (с очаровательным Andante) и Римского-Корсакова. Последний исполнялся впервые… Духовые превосходно, неизмеримо лучше, чем струнные, сливаются со звуком фортепиано, дают недоступное тем разнообразие красок…»
 Столь же высокую оценку получили выступления артистов в новой большой аудитории Политехнического музея в 1911 году.
По словам Н. И. Кондрашова, игра Левина
«всегда была абсолютно безупречной. Если у других известных московских солистов встречались некоторые недостатки, то исполнительство Левина всегда было крайне стабильным».

По словам Ю. Г. Ягудина, Левина отличала 
«большая музыкальная теплота звука и в то же время академизм в исполнительском процессе»
Брат пианиста Левина Иосифа Аркадьевича.